# Mycetophila immaculata
Mycetophila immaculata är en tvåvingeart som beskrevs av Dziedzicki 1884. Mycetophila immaculata ingår i släktet Mycetophila och familjen svampmyggor. Enligt den finländska rödlistan är arten nära hotad i Finland. Arten är reproducerande i Sverige. Artens livsmiljö är naturmoskogar. Inga underarter finns listade i Catalogue of Life.